# Mường Ét
Mường Ét là một huyện (muang, mường)  thuộc tỉnh Hủa Phăn ở đông bắc Lào.